# Diphyus gradatorius
Diphyus gradatorius là một loài tò vò trong họ Ichneumonidae.